# Stratēlatēs

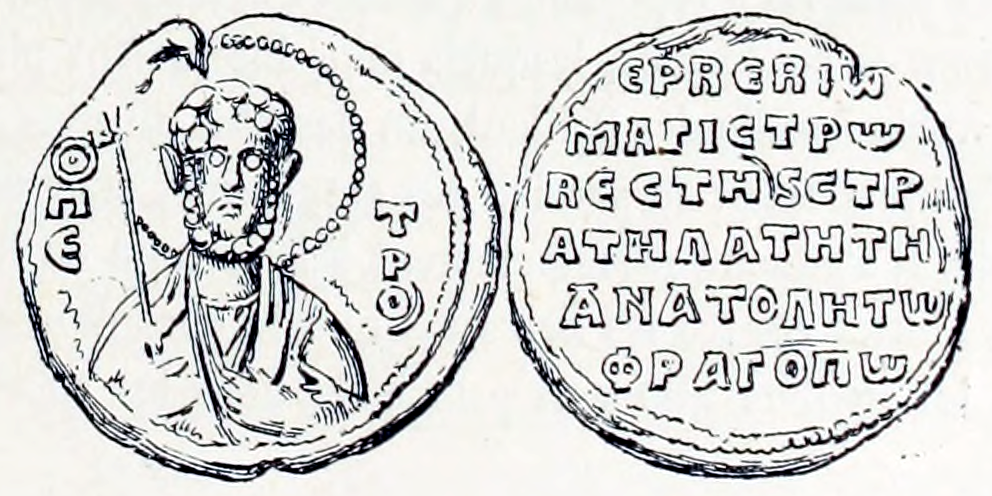
Sigillo del magistros, vestēs e stratēlatēs d'Oriente Erveo Francopoulo

Stratēlatēs (in greco antico: στρατηλάτης? ("conducente/capo dell'esercito") era un termine greco che designava un generale e che divenne anche una dignità onorifica nell'Impero bizantino. Nel primo senso, era spesso applicato a personalità militari, come Teodoro Stratelates.
Nell'Impero tardo-romano/inizio bizantino, il titolo era utilizzato, insieme all'antico stratēgos, per tradurre in greco la carica di magister militum ("maestro dei soldati"). Nel VI secolo, tuttavia, la Novellae  90 dell'imperatore Giustiniano I (r. 527-565) attesta l'esistenza di un titolo onorifico di medio rango di stratēlatēs, che affiancava lapo eparchōn ("antico prefetto"). Un prōtostratēlatēs ("primo stratēlatēs") Teopempto è attestato in un sigillo del VII secolo, indicando probabilmente il dignitario più anziano dell'intera classe degli stratēlatai. Questa stratēlasia era una carica puramente onorifica, non collegata ad alcun incarico, e diminuì sensibilmente di prestigio nel corso del VII e dell'VIII secolo: le testimonianze sigillografiche dimostrano che essa veniva ricoperta dai gradini più bassi della burocrazia imperiale, come i kommerkiarioi (supervisori delle dogane), i kouratores (supervisori degli stabilimenti imperiali) e i notarioi (segretari imperiali). Alla fine del IX secolo, si trovava in fondo alla gerarchia dei titoli imperiali (insieme all'apo eparchōn), come attestato nel Klētorologion di Filoteo dell'899. Il Klētorologion registra anche che il titolo veniva conferito con l'assegnazione di un codicillo o diploma (in greco: χάρτης), mantenendo la prassi del VI secolo. Nel X-XI secolo, il termine tornò al suo significato militare originario, venendo utilizzato per gli alti generali, compresi i comandanti in capo (i Domestikos tōn scholōn) di Oriente e Occidente.
Allo stesso tempo, tuttavia, la presenza di un tagma (reggimento permanente professionale) chiamato Stratēlatai è attestata in Asia Minore alla fine del X secolo, formato dall'imperatore Giovanni I Zimisce (r. 969-976).